# 旧霍恩申豪森
旧霍恩申豪森（德语：Alt-Hohenschönhausen）是德国柏林利希滕贝格区的下属区。 